# Laetitia Pulchartová
Laetitia Pulchartová (* 18. Januar 2001 in Frankreich) ist eine tschechische Tennisspielerin.

## Karriere
Pulchartová begann im Alter von drei Jahren mit dem Tennisspielen und bevorzugt Hartplätze. Sie spielt bislang ausschließlich Turniere der ITF Women’s World Tennis Tour, wo sie bislang fünf Titel im Doppel gewinnen konnte.

## Turniersiege

### Doppel
| Nr. | Datum              | Turnier             | Kategorie   | Belag     | Partnerin          | Finalgegnerinnen                      | Ergebnis          |
| --- | ------------------ | ------------------- | ----------- | --------- | ------------------ | ------------------------------------- | ----------------- |
| 1.  | 30. Juni 2018      | Tarvisio            | ITF $15.000 | Sand      | Camilla Abbate     | Maria Masini Dalila Spiteri           | ohne Spiel        |
| 2.  | 26. September 2020 | Monastir            | ITF W15     | Hartplatz | Darja Semeņistaja  | Darja Astachowa Anastassija Suchotina | 6:2, 6:78, [10:5] |
| 3.  | 21. November 2020  | Scharm asch-Schaich | ITF W15     | Hartplatz | Michaela Bayerlová | Elina Awanessjan Iryna Schymanowitsch | 6:4, 7:5          |
| 4.  | 4. Juli 2021       | Monastir            | ITF W15     | Hartplatz | Anastasia Nefedova | Mariana Dražić Noa Liauw a Fong       | 7:5, 6:2          |
| 5.  | 23. April 2022     | Piracicaba          | ITF W15     | Sand      | Sabastiani Leon    | Fernanda Astete Marie Mettraux        | 6:4, 7:64         |